# Fiat 850
Fiat 850 – samochód osobowy i osobowo-towarowy wprowadzony do produkcji w maju 1964 roku i produkowany do 1973 roku. Był wówczas dziewiątym podstawowym modelem produkowanym przez koncern Fiata w Turynie. Powstawał w trzech wersjach nadwoziowych.

## Charakterystyka

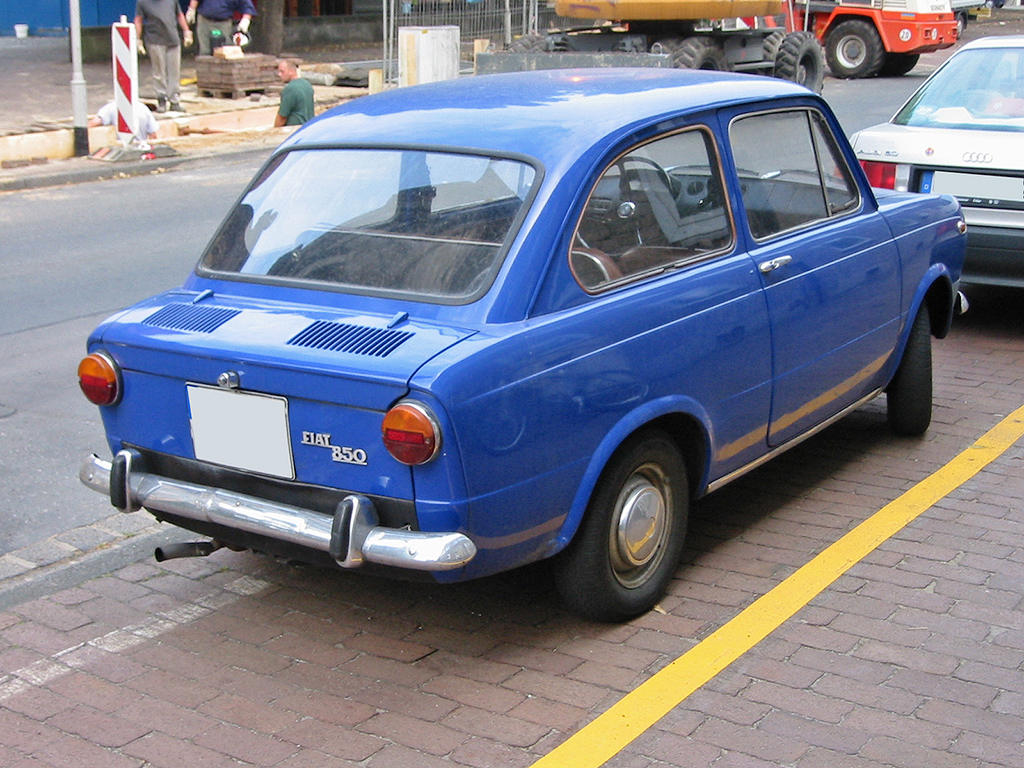
Widok z tyłu

Był on powiększoną wersją modelu 600, zamierzano w nim uzyskać więcej przestrzeni pasażerskiej, zwłaszcza z tyłu. Z boku Fiat 850 przypomina nieco sylwetkę samochodu sportowego tamtych lat – pochylona ku przodowi ściana czołowa maski przedniej i krótki, ucięty kufer stwarzają to wrażenie.
Silnik ustawiony jest podłużnie i charakteryzuje się dużą elastycznością, płynną pracą przy zmianie obrotów, łatwym rozruchem i szybkim osiąganiem właściwej temperatury pracy. Wadą natomiast jest głośna praca silnika. Wał korbowy silnika osadzony jest w kadłubie, w trzech łożyskach głównych, napędza krótkim łańcuchem nieco powyżej niego leżący wałek rozrządu. Ten z kolei za pomocą długich lasek popychaczy i dźwigienek zaworowych steruje wiszącymi zaworami.
W osi wału korbowego, przy kole pasowym umieszczony jest odśrodkowy filtr oleju. Dwoma paskami klinowymi, od wału korbowego napędzane są: prądnica, pompa wodna i wentylator chłodnicy. Z prawej strony umieszczona jest chłodnica z wentylatorem. Po lewej stronie umieszczono tłumik wydechowy. Wlew paliwa dostępny jest po uniesieniu maski silnika i znajduje się z lewej tylnej strony pojazdu. Zbiornik paliwa ma 30 litrów i mieści się poprzecznie za oparciem tylnego siedzenia. Fiat 850 nie wymaga uzupełniania i wylewania płynu chłodzącego, ma bowiem szczelny zamknięty układ chłodzenia, w którym znajduje się płyn zamarzający dopiero przy temperaturze otoczenia poniżej –35 °C.

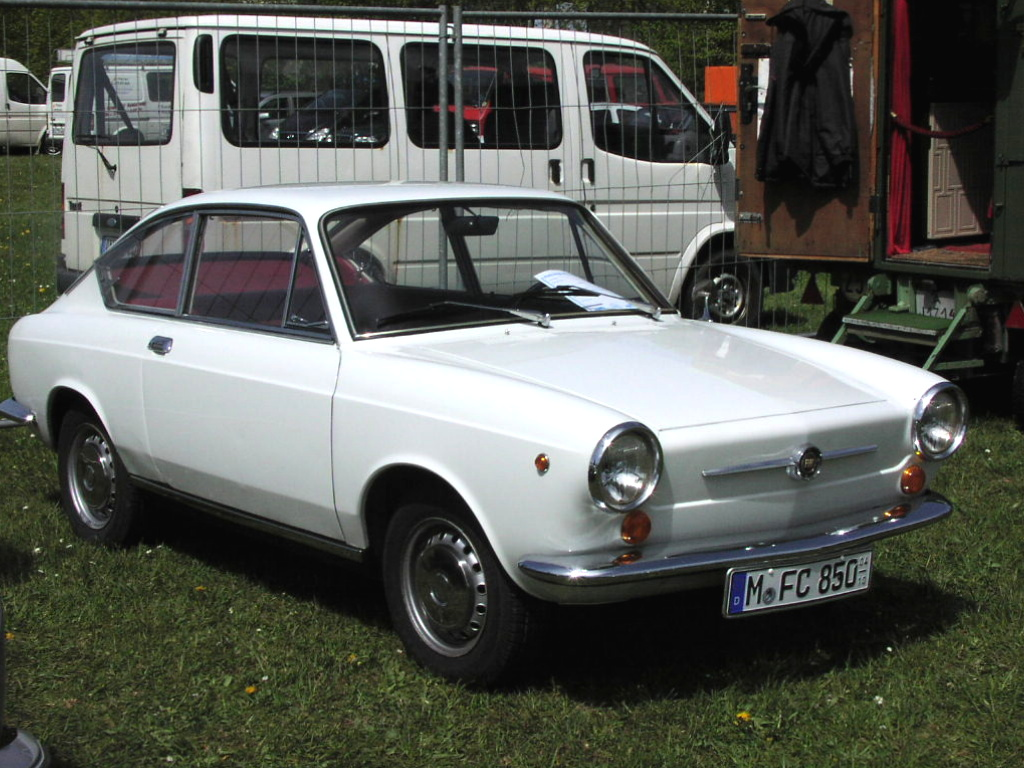
Fiat 850 Coupé

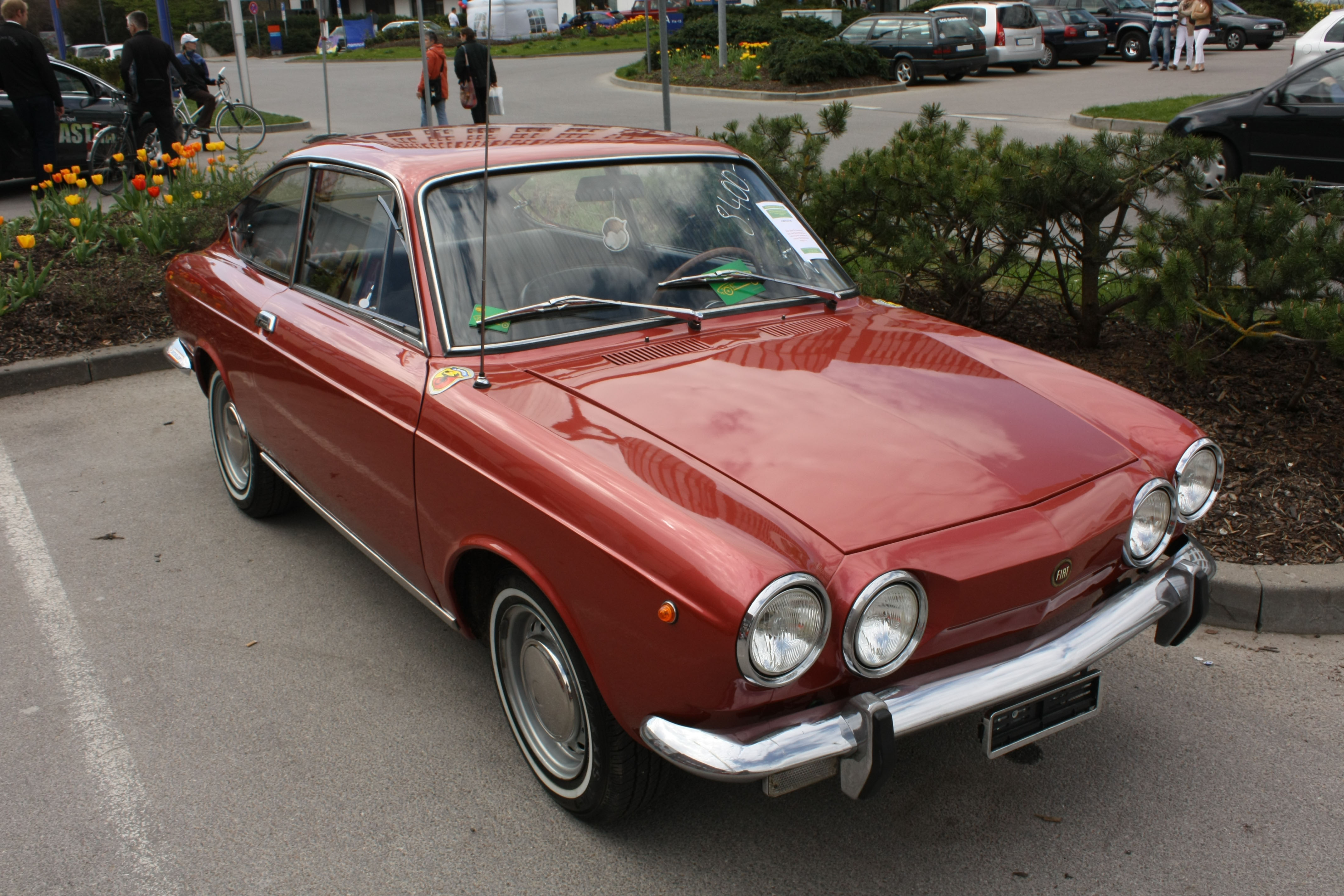
Fiat 850 Sport Coupé (1970–1972)

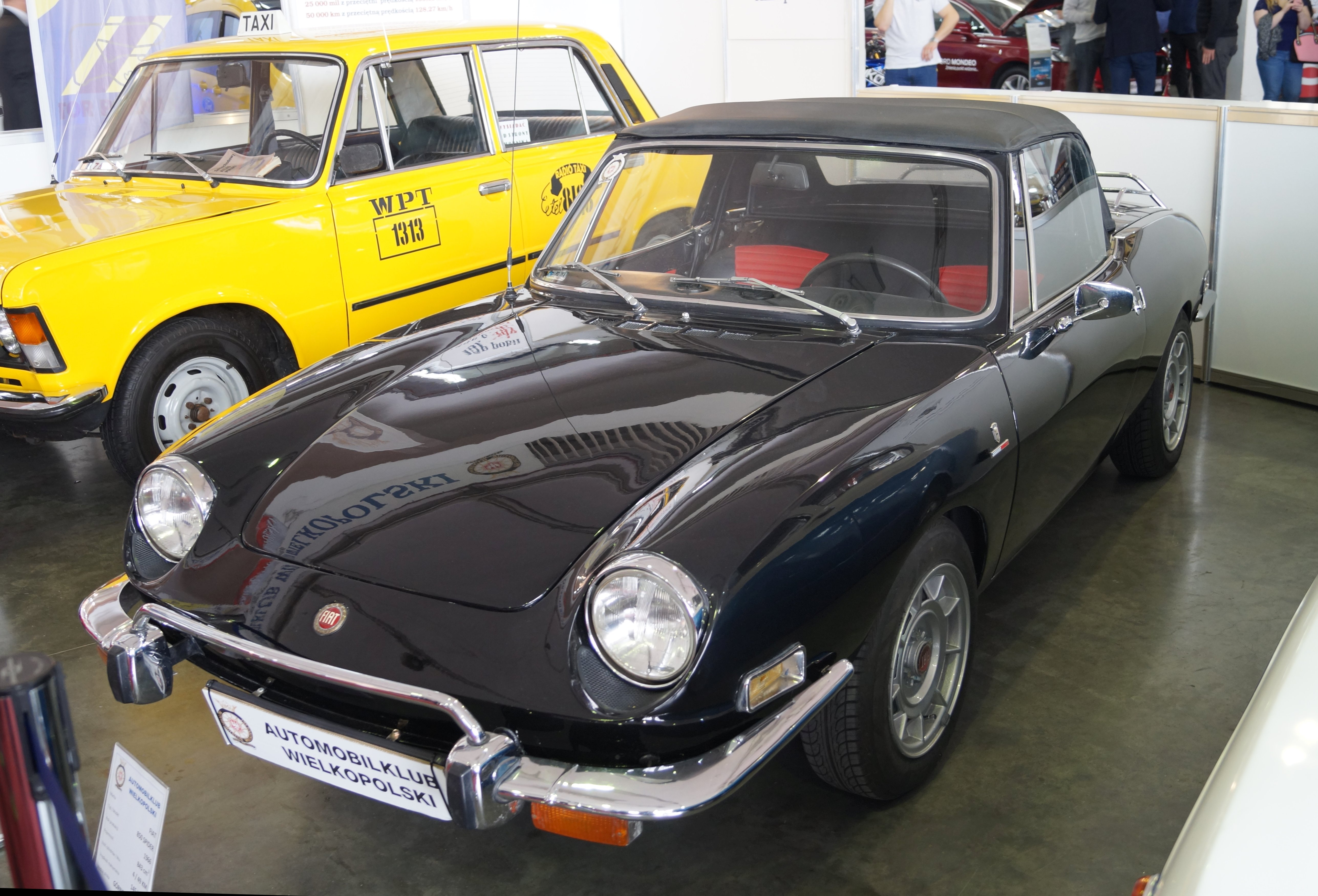
Fiat 850 Spider

Model ten oprócz standardowego nadwozia był produkowany w wersji coupé, spider i odmianie użytkowej Fiat 850 T. Nadwozie Spider zaprojektowane zostało przez znaną firmę nadwoziową Bertone.
Fiat 850 wytwarzany był do roku 1972, kiedy zastąpił go Fiat 127. Wyprodukowano go łącznie 2 203 380 sztuk. Ponadto był on wzorem licencyjnym dla wytwarzanego w Hiszpanii modelu SEAT 850.
We Fiacie 850 montowane były cztery odmiany silnika o pojemności 843 cm³ i mocy maksymalnej od 25 kW (35 KM) do 36 kW (49 KM) co pozwalało mu osiągać prędkości od 120 km/h do 145 km/h.

## Dane techniczne
- Nadwozie samonośne, 2-drzwiowe, 5-miejscowe
- Silnik 4-suwowy, 4-cylindrowy, chłodzony cieczą umieszczony z tyłu pojazdu pochylony pod kątem 10° w lewo, napędza koła tylne
- Pojemność skokowa – 843 cm³
- Moc maksymalna – 25 kW(34 KM) przy 4800 obr./min
- Stopień sprężania – 8:1
- Skrzynia przekładniowa 4-biegowa, wszystkie biegi do jazdy w przód synchronizowane
- Hamulce hydrauliczne bębnowe, na 4 koła
- Ogumienie o wymiarach 5,50-12"
- Długość/szerokość/wysokość – 357,5/142,5/138,5 cm
- Rozstaw osi – 203 cm
- Masa własna pojazdu – 670 kg
- Prędkość maksymalna – 120 km/h
- Zużycie paliwa – 6,5 – 8,5 l/100 km